# Škoda Kodiaq
De Škoda Kodiaq is een SUV van het Tsjechische merk Škoda die sinds 2017 aangeboden wordt. Eind 2023 kwam de tweede generatie Kodiaq op de markt. De productie vindt plaats in de Škodafabriek in Kvasiny.

## Eerste generatie (2017)
De eerste generatie Kodiaq werd op 1 september 2016 in Berlijn gepresenteerd aan het publiek en was sinds 2017 leverbaar. De Kodiaq is gebaseerd op het MQB-platform van de VW Groep, net als de kortere VW Tiguan II, Audi Q3 en SEAT Ateca.
De wagen biedt standaard plaats aan vijf passagiers, optioneel kunnen twee extra zitplaatsen geleverd worden voor een derde zitrij. Aanvankelijk werden er drie benzine- en twee dieselmotoren aangeboden. Behalve de kleinste benzinemotor van 1,4 liter konden alle motoren gecombineerd worden met vierwielaandrijving. Ook waren de benzinemotoren leverbaar met cilinderuitschakeling (Active Cylinder Technology, kortweg ACT), een systeem waarbij twee van de vier cilinders uitgeschakeld worden wanneer de motor weining vermogen en koppel moet leveren zoals bijvoorbeeld bij een constante snelheid op een autosnelweg.
Bij de Škoda 4×4-aandrijving wordt de achteras alleen ingeschakeld als dat nodig is via een elektronisch geregelde koppeling. Bij normaal gebruik worden alleen de voorwielen aangedreven, wat een lager brandstofverbruik oplevert. Zodra de voorwielen grip beginnen te verliezen schakelt de elektronica de achterwielaandrijving in.
In 2021 kreeg de Kodiaq een facelift, met een nieuw meer rechtopstaand radiatorrooster en slankere koplampen die optioneel met matrix-LED-techologie kunnen geleverd worden. Wijzigingen aan de bumpers en een dakspoiler maken de wagen aerodynamischer.

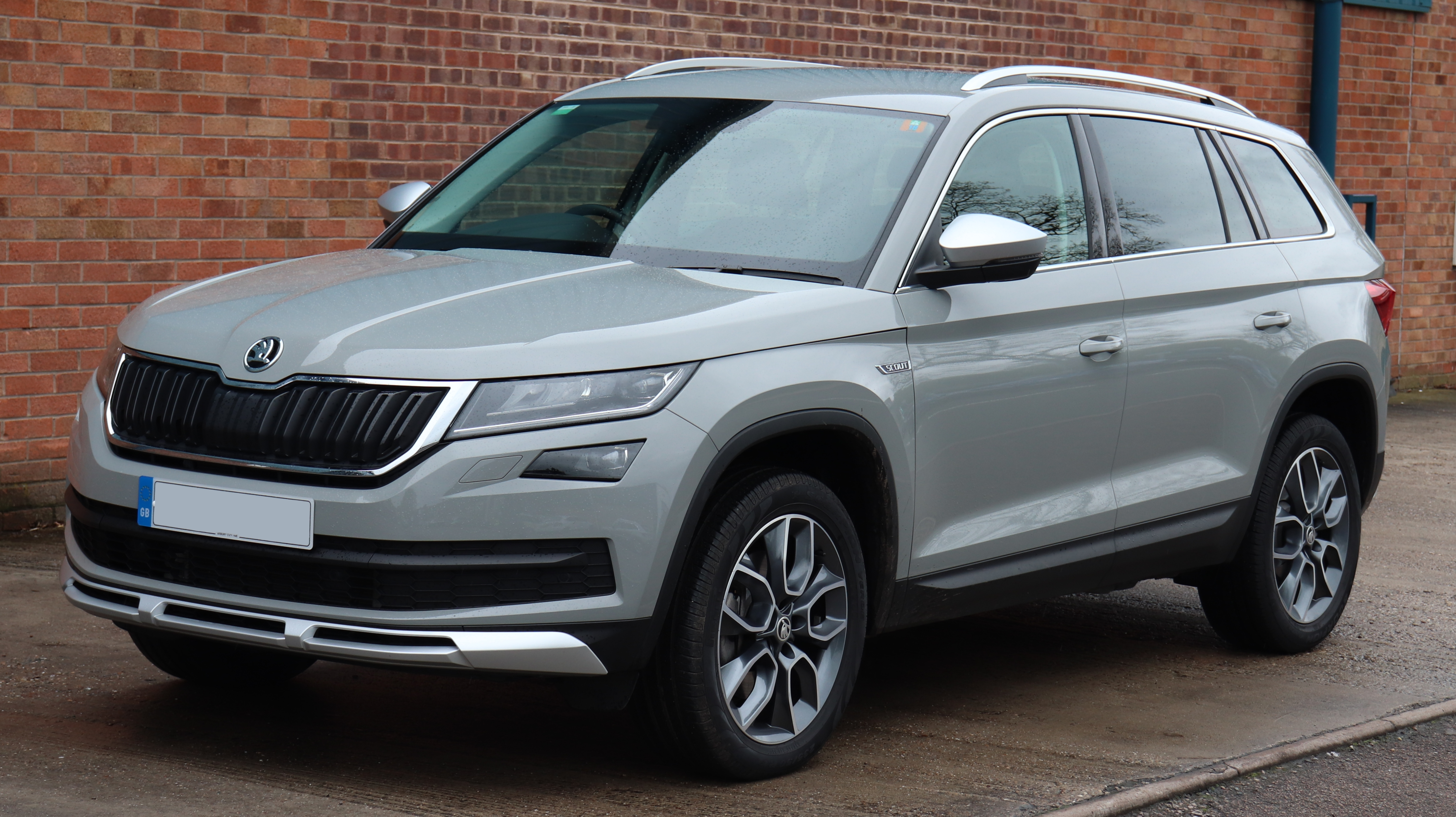
Kodiaq I
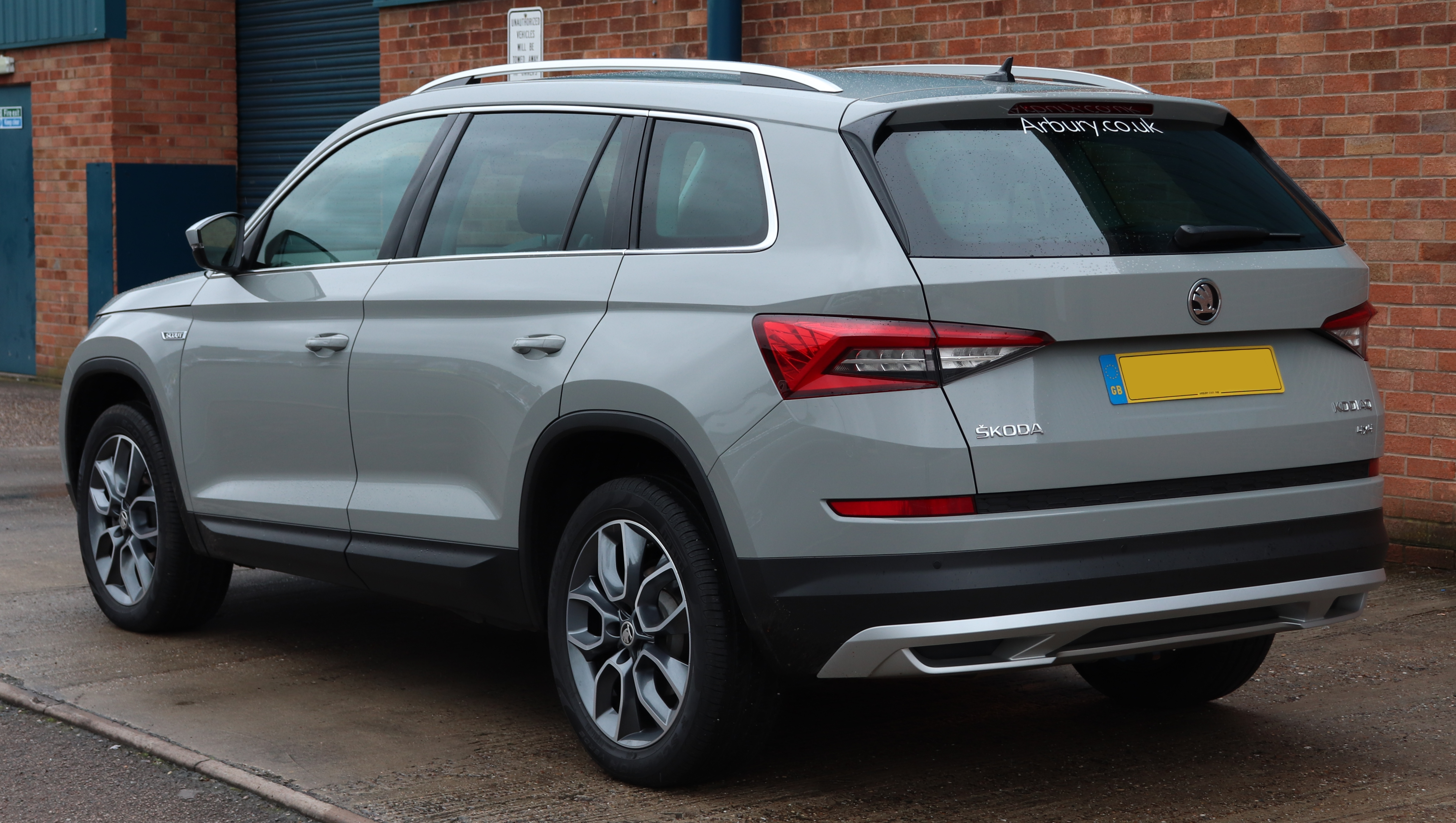
Kodiaq I, achteraanzicht
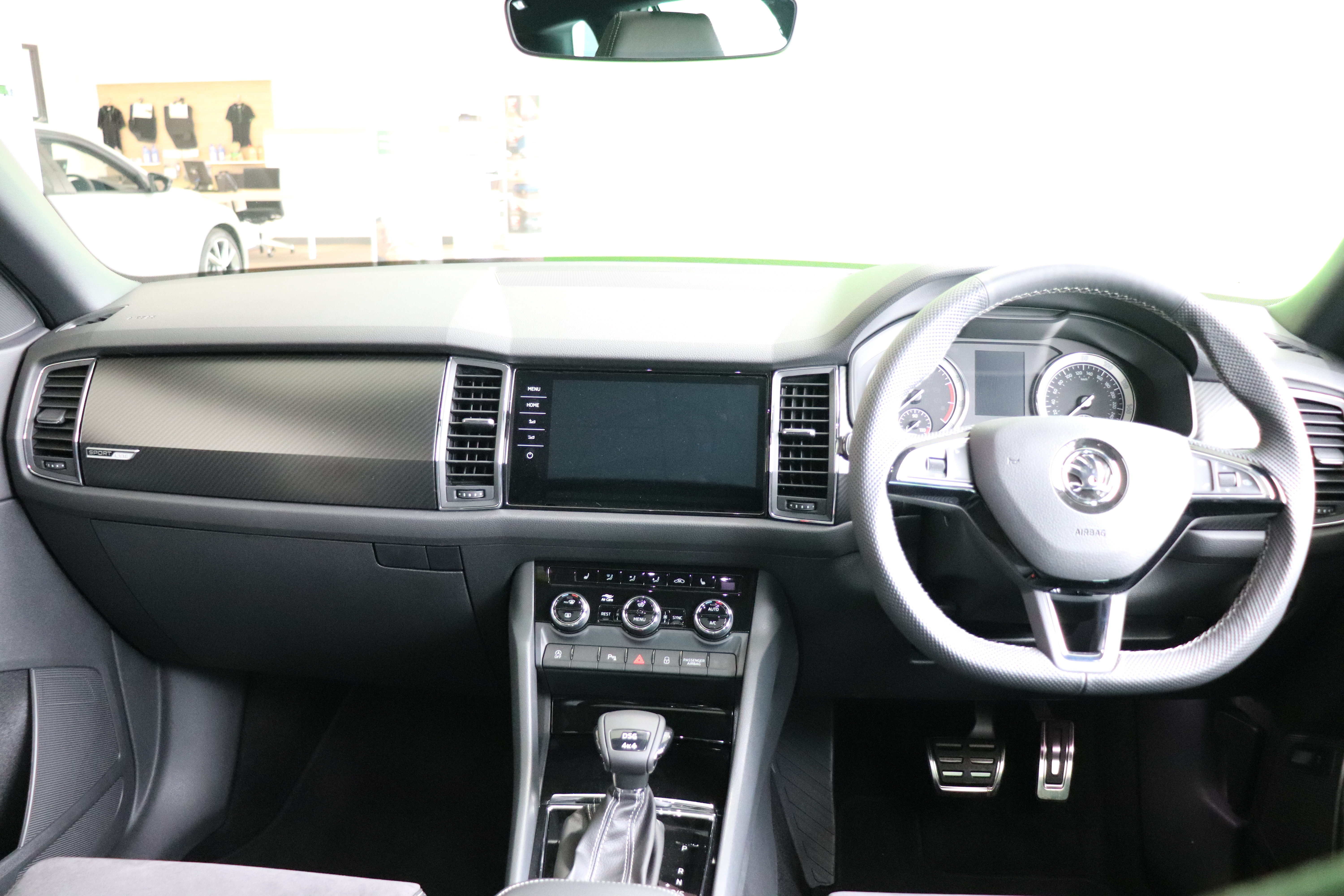
Kodiaq I, interieur
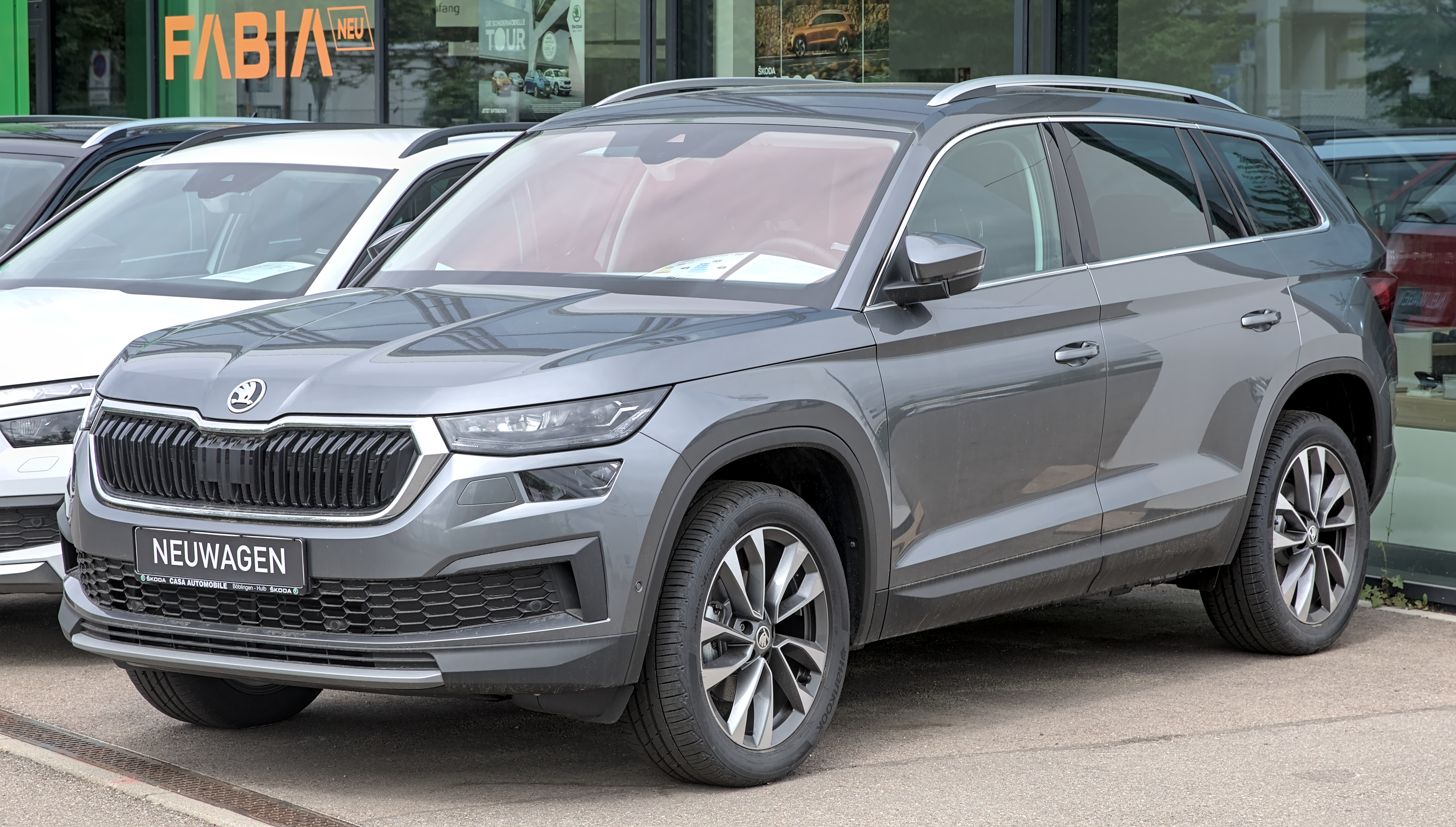
Kodiaq I (facelift)
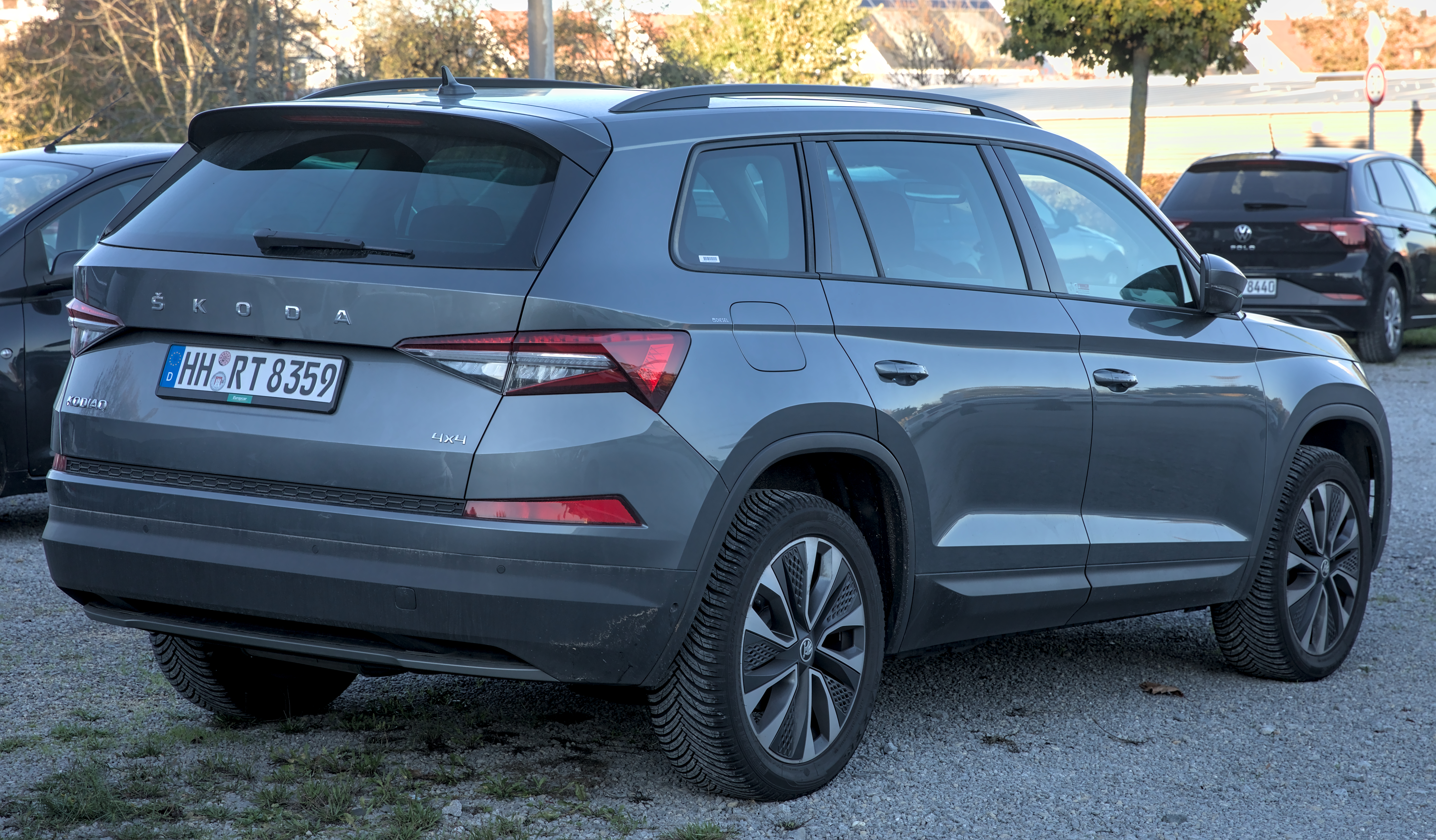
Kodiaq I (facelift), achteraanzicht

### Motoren
De eerste generatie Kodiaq wordt met de volgende motoren geleverd.
| Type            | Motor     | Motor     | Motor   | Vermogen | Koppel | Overbrenging   | 0–100 km/h  | Topsnelheid    | Jaartal     |
| Type            | Inhoud    | Cilinders | Kleppen | Vermogen | Koppel | Overbrenging   | 0–100 km/h  | Topsnelheid    | Jaartal     |
| --------------- | --------- | --------- | ------- | -------- | ------ | -------------- | ----------- | -------------- | ----------- |
| 1.4 TSI         | 1.395 cm³ | 4-in-lijn | 16V     | 125 pk   | 200 Nm | 6-hand         | 10,5 s      | 190 km/h       | 2017 - 2018 |
| 1.4 TSI ACT     | 1.395 cm³ | 4-in-lijn | 16V     | 150 pk   | 250 Nm | 6-DSG          | 9,6 s       | 198 km/h       | 2017 - 2018 |
| 1.4 TSI ACT 4x4 | 1.395 cm³ | 4-in-lijn | 16V     | 150 pk   | 250 Nm | 6-hand / 6-DSG | 9,8 / 9,9 s | 197 / 194 km/h | 2017 - 2018 |
| 1.5 TSI ACT     | 1.498 cm³ | 4-in-lijn | 16V     | 150 pk   | 250 Nm | 6-hand / 7-DSG | 9,8 / 9,8 s | 200 / 198 km/h | 2018 - 2023 |
| 1.5 TSI ACT 4x4 | 1.498 cm³ | 4-in-lijn | 16V     | 150 pk   | 250 Nm | 7-DSG          | 9,9 s       | 195 km/h       | 2019 - 2023 |
| 2.0 TSI 4x4     | 1.984 cm³ | 4-in-lijn | 16V     | 180 pk   | 320 Nm | 7-DSG          | 8,2 s       | 205 km/h       | 2017 - 2018 |
| 2.0 TSI ACT 4x4 | 1.984 cm³ | 4-in-lijn | 16V     | 190 pk   | 320 Nm | 7-DSG          | 7,5 s       | 211 km/h       | 2019 - 2023 |

| Type           | Motor     | Motor     | Motor   | Motor       | Vermogen | Koppel | Overbrenging | 0–100 km/h | Topsnelheid | Jaartal     |
| Type           | Inhoud    | Cilinders | Kleppen | Voeding     | Vermogen | Koppel | Overbrenging | 0–100 km/h | Topsnelheid | Jaartal     |
| -------------- | --------- | --------- | ------- | ----------- | -------- | ------ | ------------ | ---------- | ----------- | ----------- |
| 2.0 TDI        | 1.968 cm³ | 4-in-lijn | 16V     | Common Rail | 150 pk   | 340 Nm | 7-DSG        | 10,1 s     | 199 km/h    | 2017 - 2018 |
| 2.0 TDI        | 1.968 cm³ | 4-in-lijn | 16V     | Common Rail | 150 pk   | 340 Nm | 7-DSG        | 9,8 s      | 198 km/h    | 2018 - 2023 |
| 2.0 TDI 4x4    | 1.968 cm³ | 4-in-lijn | 16V     | Common Rail | 150 pk   | 340 Nm | 6-hand       | 9,5 s      | 197 km/h    | 2017 - 2018 |
| 2.0 TDI 4x4    | 1.968 cm³ | 4-in-lijn | 16V     | Common Rail | 190 pk   | 400 Nm | 7-DSG        | 8,9 s      | 210 km/h    | 2017 - 2018 |
| 2.0 TDI 4x4    | 1.968 cm³ | 4-in-lijn | 16V     | Common Rail | 190 pk   | 400 Nm | 7-DSG        | 8,6 s      | 209 km/h    | 2018 - 2019 |
| 2.0 TDI RS 4x4 | 1.968 cm³ | 4-in-lijn | 16V     | Common Rail | 240 pk   | 500 Nm | 7-DSG        | 7,0 s      | 221 km/h    | 2019 - 2023 |

## Tweede generatie (2023)
De tweede generatie Kodiaq werd in oktober 2023 gepresenteerd en is sinds december 2023 te koop. De Kodiaq II is zo'n 6 centimeter langer dan zijn voorganger en het koffervolume is met 70 l toegenomen tot 340 l.
Naast benzinemotoren en dieselmotoren zal de Kodiaq II voor het eerst ook verkrijgbaar zijn als plug-inhybride. Alle zuivere verbrandingsmotoren worden gecombineerd met een zeventraps transmissie met dubbele koppeling.

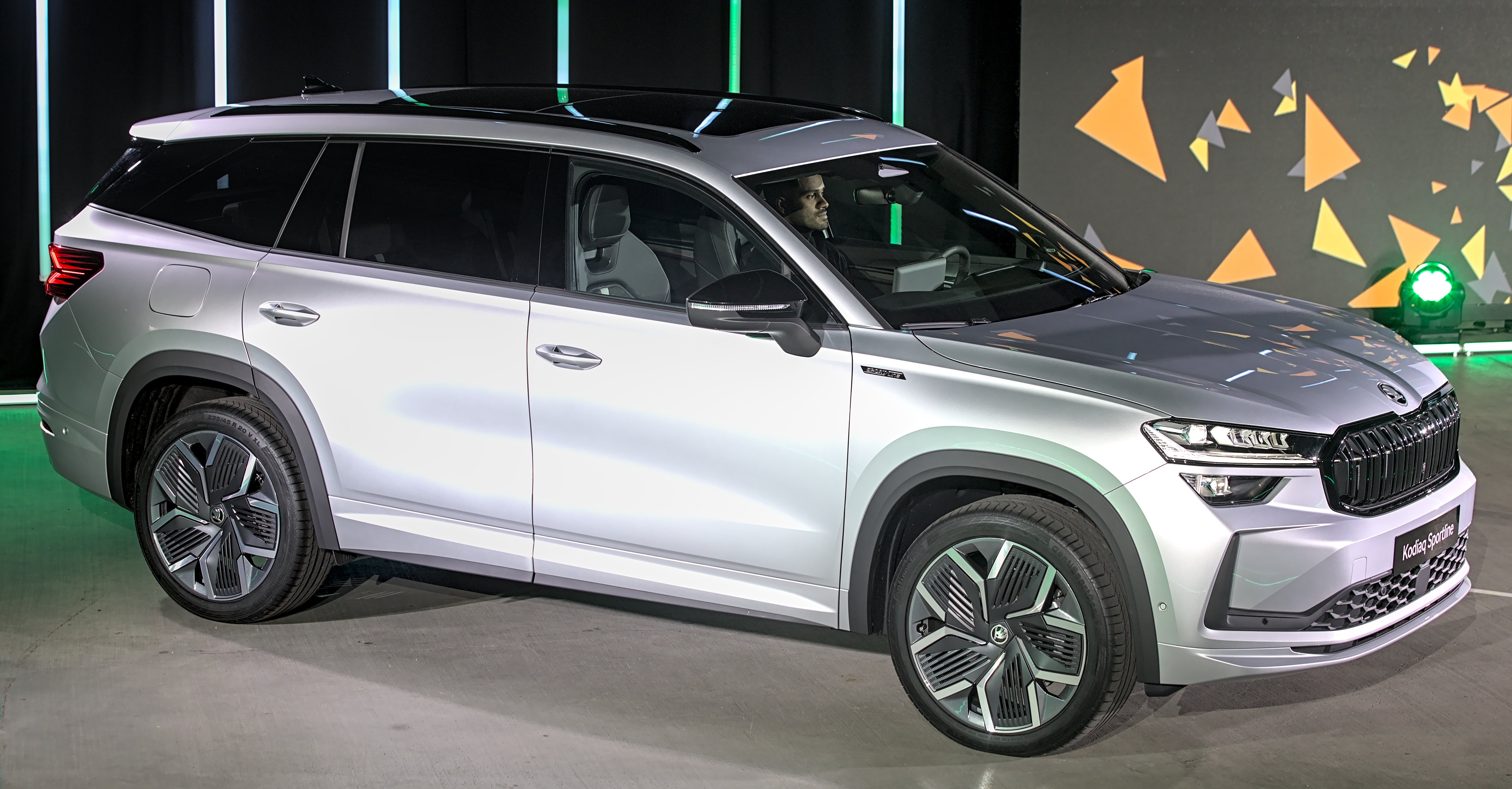
Kodiaq II
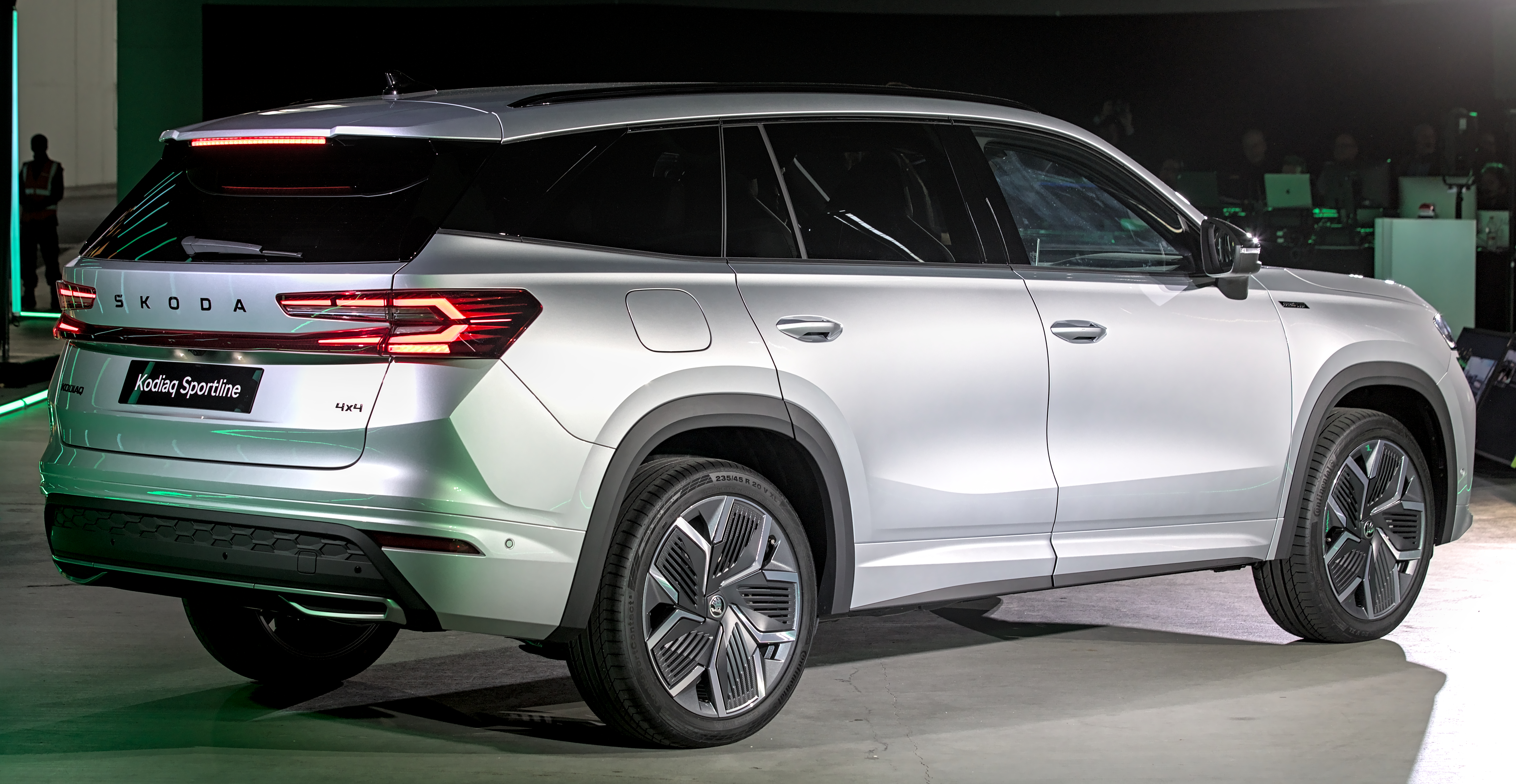
Kodiaq II, achteraanzicht
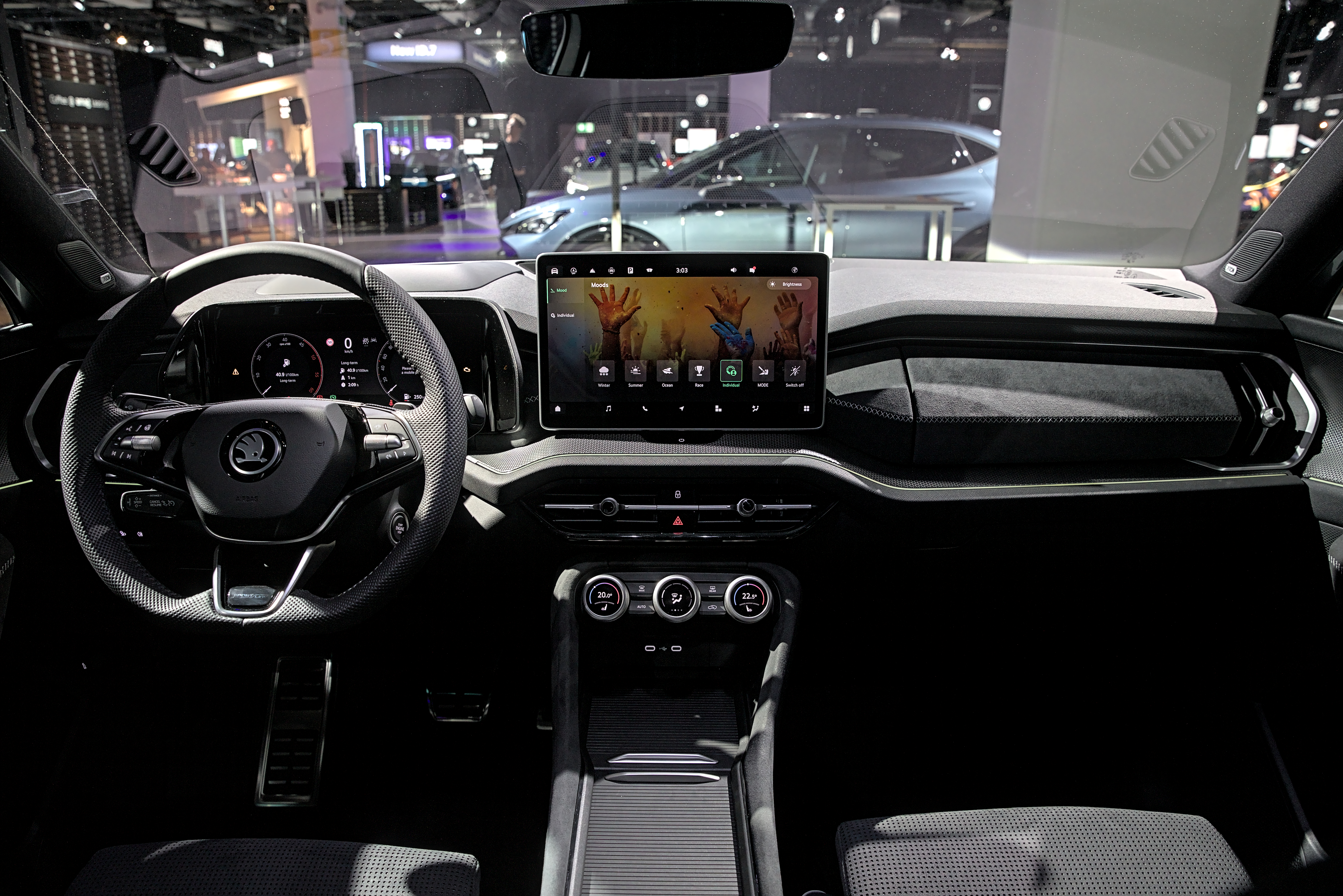
Kodiaq II, interieur

### Motoren
De tweede generatie Kodiaq wordt met de volgende motoren geleverd.
| Type    | Motor     | Motor     | Motor   | Vermogen | Koppel | Overbrenging | 0–100 km/h | Topsnelheid | Jaartal      |
| Type    | Inhoud    | Cilinders | Kleppen | Vermogen | Koppel | Overbrenging | 0–100 km/h | Topsnelheid | Jaartal      |
| ------- | --------- | --------- | ------- | -------- | ------ | ------------ | ---------- | ----------- | ------------ |
| 1.5 TSI | 1.498 cm³ | 4-in-lijn | 16V     | 150 pk   | 250 Nm | 7-DSG        |            |             | 2024 - heden |

| Type        | Motor     | Motor     | Motor   | Motor       | Vermogen | Koppel | Overbrenging | 0–100 km/h | Topsnelheid | Jaartal      |
| Type        | Inhoud    | Cilinders | Kleppen | Voeding     | Vermogen | Koppel | Overbrenging | 0–100 km/h | Topsnelheid | Jaartal      |
| ----------- | --------- | --------- | ------- | ----------- | -------- | ------ | ------------ | ---------- | ----------- | ------------ |
| 2.0 TDI     | 1.968 cm³ | 4-in-lijn | 16V     | Common Rail | 150 pk   | 360 Nm | 7-DSG        | 9,6 s      | 205 km/h    | 2023 - heden |
| 2.0 TDI 4x4 | 1.968 cm³ | 4-in-lijn | 16V     | Common Rail | 193 pk   | 400 Nm | 7-DSG        | 7,8 s      | 220 km/h    | 2023 - heden |